# Anthropozän

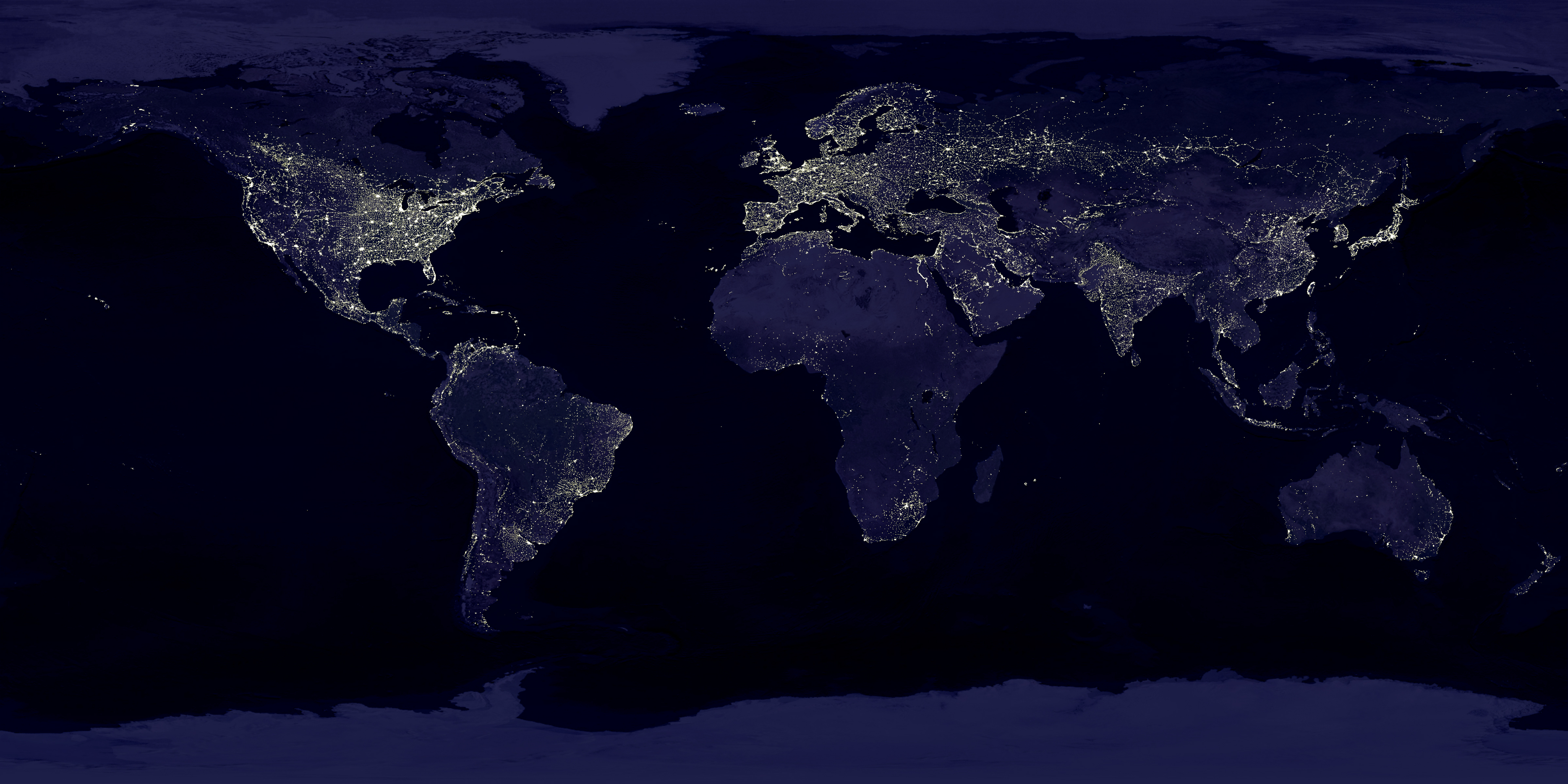
Satellitenaufnahmen der Erde geben anhand der sichtbar gemachten Lichtverschmutzung einen Eindruck der Größenordnung anthropogener Umweltbeeinflussung

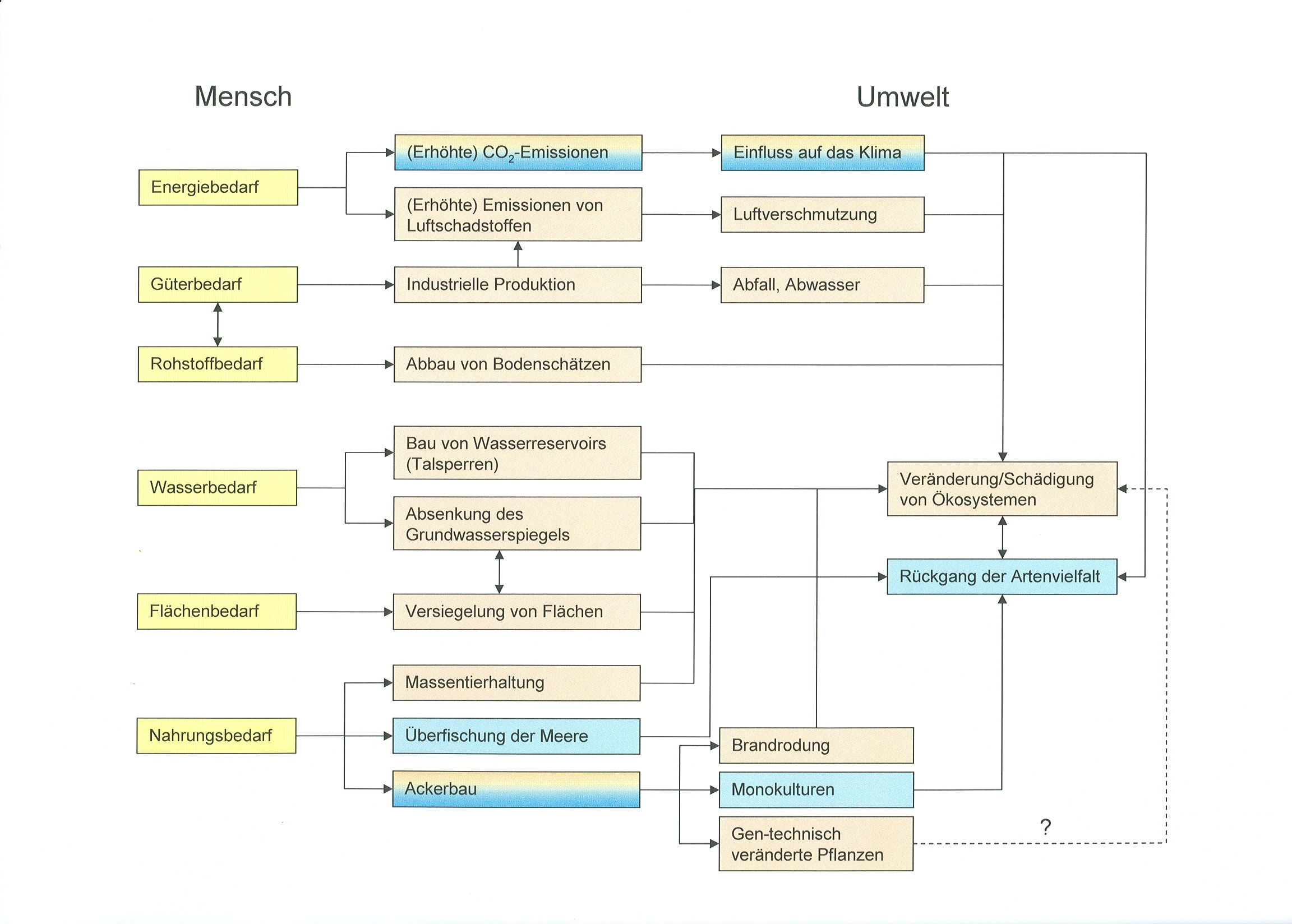
Menschliche Bedürfnisse verursachen unterschiedliche Umwelteinflüsse

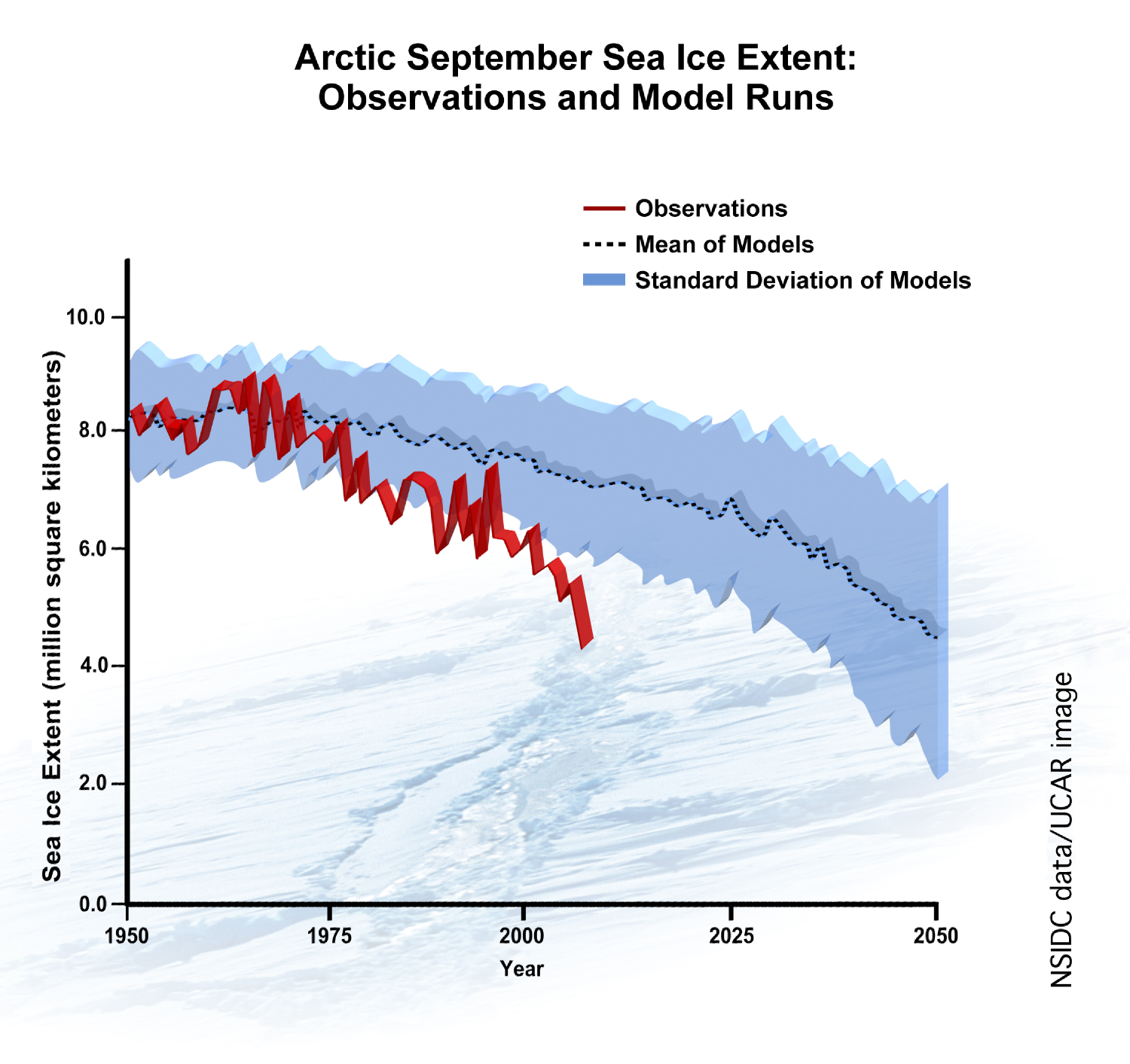
Das Schmelzen des arktischen Meereises verläuft schneller, als alle Klimamodelle zeigten, welche Grundlage des 4. IPCC-Sachstandsberichts von 2007 waren

Der Ausdruck Anthropozän (Kofferwort aus altgriechisch ἄνθρωπος ánthropos, deutsch ‚Mensch‘ und καινός kainós, deutsch ‚neu‘) entstand als Vorschlag zur Benennung einer neuen geochronologischen Epoche: nämlich des Zeitalters, in dem der Mensch zu einem der wichtigsten Einflussfaktoren auf die biologischen, geologischen und atmosphärischen Prozesse auf der Erde geworden ist. Dieser Vorschlag wurde im März 2024 von der International Commission on Stratigraphy abgelehnt.
Metaphorisch wird der Begriff auch unabhängig von der Geologie für das Konzept einer anthropogen überformten Erde verwendet.

## Begriff und Darstellung
Der Begriff wurde 2000 vom niederländischen Chemiker und Atmosphärenforscher Paul Crutzen gemeinsam mit Eugene F. Stoermer in die Diskussion eingebracht: Die beiden Wissenschaftler wollen damit ausdrücken, dass die Menschheit zu einem geologischen Faktor geworden sei. 2002 präzisierte Crutzen in einem Artikel in der renommierten Fachzeitschrift Nature den Begriff als eine „Geologie der Menschheit“. Er modifizierte damit einen Vorschlag des italienischen Geologen Antonio Stoppani, der bereits 1873 „Anthropozoische Ära“ beziehungsweise „Anthropozoikum“ als Bezeichnungen für ein neues Erdzeitalter vorgeschlagen hatte: „Eine neue tellurische Macht könne es an Kraft und Universalität mit den großen Gewalten der Natur aufnehmen“. Andere Wissenschaftler verwendeten den Begriff „Noosphäre“ oder Psychozoikum. Gustav Fechner verwendet das Konzept der Psychophysik (1860), eine Idee, um die Geschichte der Entstehung und Entwicklung von Organismen auszudrücken, Pierre Teilhard de Chardin (1922) verwendet den Begriff Noosphäre und Vladimir Vernandky (1826) eignet sich den Begriff Biosphäre an. Hubert Markl verwendet 1995 in seiner Publikation Natur als Kulturaufgabe „Anthropozoikum“ als aktuellen Faunenschnitt für die alleinige Verantwortung des Menschen.
2008 fand die stratigraphische Kommission der Geological Society of London, der weltweit ältesten geowissenschaftlichen Vereinigung, überzeugende Argumente für die These, dass das als Holozän bezeichnete zwischeneiszeitliche Zeitalter mit stabilen Klimaverhältnissen an sein Ende gelangt und in einen stratigraphischen Abschnitt eingetreten sei, für den „in den letzten Millionen Jahren keine Entsprechung zu finden sei“. Hierbei spielen der Anstieg der Produktion von Treibhausgasen, die menschengemachten landschaftlichen Veränderungen, welche in ihrem Umfang derweil die natürliche jährliche Sedimentproduktion erheblich übertreffen, die Versauerung der Meere sowie die fortdauernde Vernichtung von Biota eine Rolle. Sie warnte davor, dass „die Kombination von Artensterben, weltweiter Artenwanderung und der verbreiteten Verdrängung natürlicher Vegetation durch landwirtschaftliche Monokulturen ein unmissverständliches biostratigraphisches Signal unserer Zeit darstellt. Diese Auswirkungen sind bleibend, da die zukünftige Entwicklung auf den überlebenden (und häufig anthropogen verschobenen) Beständen aufbaut.“
Auf dem 35. Internationalen Geologischen Kongress in Kapstadt 2016 bestätigte die 2009 gebildete, vom britischen Paläobiologen Jan Zalasiewicz geleitete und damals aus 34 Personen bestehende Arbeitsgruppe zum Anthropozän die Thesen Crutzens und Stoermers. Im Mai 2019 beschloss dieses Gremium mit deutlicher Mehrheit, bis 2021 einen ausgearbeiteten Entwurf für die Einführung des Anthropozäns bei der International Commission on Stratigraphy einzureichen, einschließlich eines definitiven geologischen Startpunkts für den Beginn der neuen Epoche. Dieser Entwurf wurde schließlich im Jahr 2023 eingereicht. Als Startpunkt des Anthropozäns wurde das Jahr 1950 vorgeschlagen. Am 6. März 2024 entschied die ICS den Vorschlag abzulehnen und keine neue geochronologische Phase zu definieren. Begründet wurde dies mit dem eingereichten Startpunkt, der als ungeeignet bewertet wurde, um den gesamten menschlichen Einfluss auf die Erde zu fassen. Nach dieser Entscheidung hat Anthropozän nur noch eine Bedeutung als metaphorisches Schlagwort.

## Zeitliche Einordnung
1873 stellte der italienische Geologe Antonio Stoppani einen wachsenden Einfluss des Menschen auf die Umwelt fest und prägte den Begriff „anthropozoische Ära“.
Auf dem 35. Internationalen Geologischen Kongress in Kapstadt sprach sich 2016 die Arbeitsgruppe zum Anthropozän dafür aus, einen Golden Spike (englisch, deutsch sinngemäß ‚Goldener Punkt‘) zu suchen und festzulegen, eine charakteristische Veränderung in den Sedimenten an einem bestimmten Ort („Typlokalität“): Er wird in der Mitte des 20. Jahrhunderts vermutet, dem Zeitpunkt, seit dem der Einfluss der Menschen auf die Erde exponentiell wächst und sehr langlebige Spuren hinterlässt: oberirdische Atombombentests, die „große Beschleunigung“ (englisch Great Acceleration) wirtschaftlicher Aktivität und des Ressourcenverbrauchs, Bevölkerungswachstum, „Explosion“ des Einsatzes von Erdöl und Kohle, Entwicklung der Erosionsraten, Kunstdüngereinsatz in der Landwirtschaft; Flugasche, Aluminium- und Beton- sowie viele Plastikpartikel in den Sedimenten; globaler Transport von Tier- und Pflanzenarten in bis dato nicht gekanntem Umfang.
Nach einem Vorschlag britischer Geologen von 2008 soll als Beginn des Anthropozäns das Jahr 1800 (der Beginn der Industrialisierung) festgelegt werden. Untersuchungen von Eisbohrkernen ergaben zudem, dass seither die Konzentration von Methan und CO2 zunimmt. Die offizielle Einfügung des Anthropozäns in das chronostratigraphische System der Erde wurde von der International Commission on Stratigraphy in ihrer Working Group on the ‘Anthropocene’ mehrere Jahre ernsthaft diskutiert. Am 29. August 2016 sprach sich die Arbeitsgruppe schließlich mehrheitlich dafür aus, dass der Einfluss des Menschen auf den Planeten signifikant genug ist, um die Einführung einer neuen Epoche in der Erdgeschichte zu rechtfertigen. Für den Beginn der Epoche sprachen sich die Geologen jedoch mehrheitlich für das Jahr 1950 aus. Am 16. Juli 1945 wurde in Alamogordo in New Mexico die erste Kernwaffe zu Testzwecken gezündet und damit das Atomzeitalter „eingeläutet“. Dieses Datum wird von den Geowissenschaftlern um Jan Zalasiewicz (* 1954) von der University of Leicester als Beginn für das Anthropozän vorgeschlagen.
2015 stellte für Geologen der University of Leeds hingegen bereits das Jahr 1610 den Beginn des Anthropozäns dar: Durch die Einschleppung von Krankheiten in die „Neue Welt“ und das dadurch bedingte Massensterben der indigenen Bevölkerung sei es zu einem markanten Rückgang der Kohlendioxidkonzentration in der Atmosphäre gekommen, da die von den Ureinwohnern Amerikas genutzten Felder brach lagen und von der Kohlendioxid fixierenden Vegetation zurückerobert wurden; zudem begann in diesem Zeitraum ein in der Geschichte des Planeten nie zuvor dagewesener Artenaustausch zwischen den naturgemäß bislang weitestgehend isolierten Kontinenten.
Im Juli 2023 schlug die Anthropocene Working Group per Mehrheitsbeschluss vor, den formalen Beginn des Anthropozäns auf das Jahr 1950 festzulegen, da ab diesem Zeitpunkt radioaktive Niederschläge als Folge von Atomwaffentests zum ersten menschengemachten Phänomen mit globalen Überresten geworden seien. Als Referenz dient ein Bohrkern von Sedimenten des Lake Crawford in Kanada.

## Beispiele für den Einfluss des Menschen auf die Umwelt

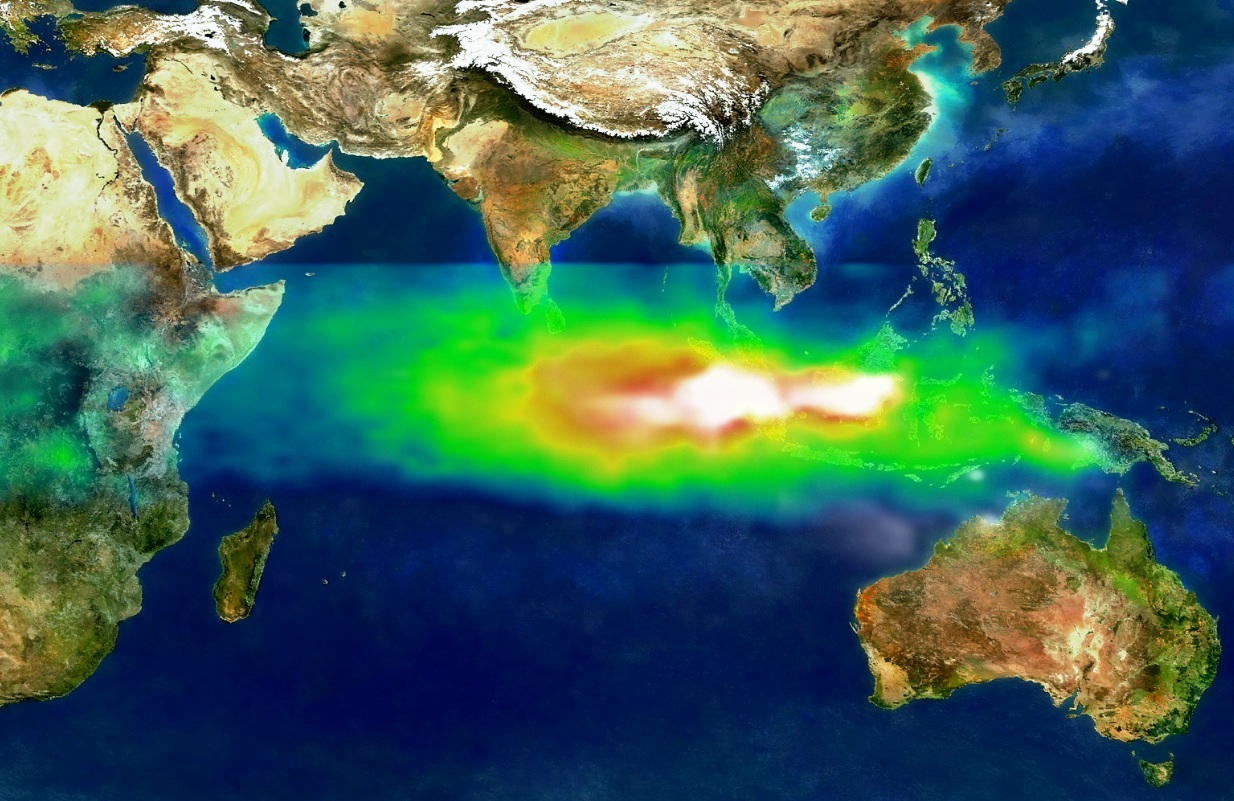
Luftverschmutzung über Indonesien und dem Indischen Ozean, Oktober 1997; weiß markiert: durch Brandrodung von stammenden Aerosole (Rauch) in den unteren Luftschichten; grün, gelb und rot: darüber liegender Smog in der Troposphäre

Der Einfluss des Menschen auf die Umwelt ist durch stark verbesserte Messmethoden und Möglichkeiten der Datenauswertung (EDV, PCs) besser dokumentiert als noch 1945 (am Ende des Zweiten Weltkriegs). Mit dem Beginn des Kalten Kriegs, der 1989/1990 mit dem Fall der Mauer und dem Zusammenbruch der Sowjetunion endete, begannen die USA und die UdSSR im Rahmen eines Rüstungswettlaufs umfangreiche Aktivitäten zur Erforschung des erdnahen Weltraums. Beide entwickelten Trägerraketen, die Satelliten in erdnahe (später auch geostationäre) Umlaufbahnen befördern können. Der erste Satellit, Sputnik 1, wurde im Oktober 1957 von der UdSSR in eine Erdumlaufbahn gestartet. Dies fand weltweit Beachtung und löste im Westen den Sputnik-Schock aus.
Beide Seiten entwickelten bald immer leistungsfähigere Satelliten. Sie dienten militärischen (Spionagesatellit) und zivilen Zwecken (der Begriff Erdbeobachtungssatellit wird mit zivilen Zwecken verbunden); viele Forschungen dienten beiden Zwecken. Einsatzgebiete waren und sind vor allem Meteorologie (Wettersatelliten), Umweltbeobachtung (Umweltsatellit), Kartierung und Geologie.

### Artensterben
Laut der IUCN (dt. Internationale Naturschutzorganisation) waren 2007 rund 12 % der Arten der Vögel, 20 % der Säugetiere, 29 % der Amphibien und 33 % der Nacktsamer unter den Pflanzen bedroht. Laut „Living Planet Index“ des WWF sank die Artenvielfalt auf der Erde von 1970 bis 2005 um 27 Prozent. Besonders betroffen waren diesen Erhebungen zufolge Land- und Süßwasserbewohner im asiatisch-pazifischen Raum. Laut WWF waren rund 34.000 Arten vom Aussterben bedroht.
Die Bestände der in den Agrarlandschaften Europas heimischen Brutvogelarten haben von 1980 bis 2009 um fast 50 % abgenommen.
Das derzeitige Artensterben ist oft mit den großen Massenaussterben der Vergangenheit verglichen worden. In den 541 Millionen Jahren des Phanerozoikums kam es neben zahlreichen kleineren Aussterbe-Ereignissen zu fünf Massenaussterben mit einem Artenschwund von über 75 Prozent. Nach neueren Erkenntnissen ereigneten sich diese ökologischen Krisen in geologisch kurzen Zeiträumen (überwiegend innerhalb von wenigen zehntausend Jahren) und waren die gravierendsten Einschnitte in die Biodiversität. Der bedeutsamste Unterschied früherer Massensterben zur derzeitigen Situation ist, dass das aktuelle Artensterben vom Menschen verursacht wird, wohingegen erdgeschichtliche Faunenschnitte auf den Einschlag kosmischer Objekte (Kometen, Asteroiden) sowie in erheblichem Maße auf den Flutbasalt-Ausstoß magmatischer Großprovinzen zurückgeführt werden. Forscher der nationalen autonomen Universität von Mexiko und der Stanford-Universität schätzen, dass 75 Prozent aller Spezies in den nächsten Jahrhunderten von der Erde verschwinden werden und dass der Mensch in den letzten 40 Jahren die Hälfte der Tierwelt ausgelöscht hat. Die Weltnaturschutzunion (IUCN) geht davon aus, dass die aktuelle Aussterberate 1.000- bis 10.000-fach über der „normalen“ Hintergrundaussterberate liegt.

### Artenverschleppung
Durch menschliche Aktivitäten (Warentransporte, Tourismus, Verkehr) wird eine Vielzahl von Arten auf andere Kontinente und damit in Lebensräume verschleppt, in denen sie ursprünglich nicht heimisch waren. Der Klimawandel seit etwa 1850 begünstigt oftmals die Anpassung an diese Standorte (zum Beispiel Asiatische Tigermücke, Asiatischer Laubholzbockkäfer). Robuste und expansive Arten, denen in den neuen Biotopen oft natürliche Fressfeinde fehlen, können schnell große Populationen bilden, einheimische (autochthone) Arten verdrängen und auf diese Weise das ökologische Gleichgewicht nachhaltig beeinflussen oder stören. Beispiele hierfür sind die chinesische Wollhandkrabbe und der Riesen-Bärenklau in Europa, die Katze und die Aga-Kröte in Australien sowie die Hausratte weltweit.

### Ausbreitung von Krankheiten
Im Anthropozän breiten sich Krankheitserreger schneller aus als davor. Flugreisen verbreiten sie zwischen Ländern und Kontinenten. Die AIDS-Pandemie seit etwa 1980 und die COVID-19-Pandemie bis 2023 haben gezeigt, wie schnell sich ein Virus weltweit verbreiten kann.
Bei der Nutztierhaltung, der Haustierhaltung und beim Zubereiten und Verspeisen exotischer Tiere kann es zu Zoonosen (Übertragungen von Tieren auf Menschen) kommen. Menschengemachte Veränderungen von Ökosystemen können Zoonosen begünstigen.

### Entstehung neuer Minerale und Gesteine
Neu entstandene Minerale sind ein die Geologie direkt betreffender Faktor. 2017 wurden 208 von offiziell 5208 bekannten Mineralen menschlichem Schaffen zugeschrieben, hauptsächlich dem Bergbau. Die meisten dieser Minerale sind in den letzten 250 Jahren entstanden, so viele wie vermutlich niemals zuvor in einem so kurzen Zeitraum der Erdgeschichte. Einige neue Minerale sind bereits in Folge antiken Bergbaus entstanden, etwa der zuerst bei Lavrio entdeckte Fiedlerit. Von Menschen absichtlich erzeugte (anthropogene) Substanzen werden dagegen nicht als Minerale klassifiziert.
Menschliche Abfälle in der Natur führen zur Bildung neuer Gesteinsarten wie z. B. Meerglas aus abgeriebenen Glasscheiben oder Plastiglomerat aus Kunststoff-Sediment-Gemischen (s. a. #Eintrag von Kunststoffen).

### Klimawandel

Strahlungsantrieb im Zeitraum 1951–2010 gemäß IPCC, AR5

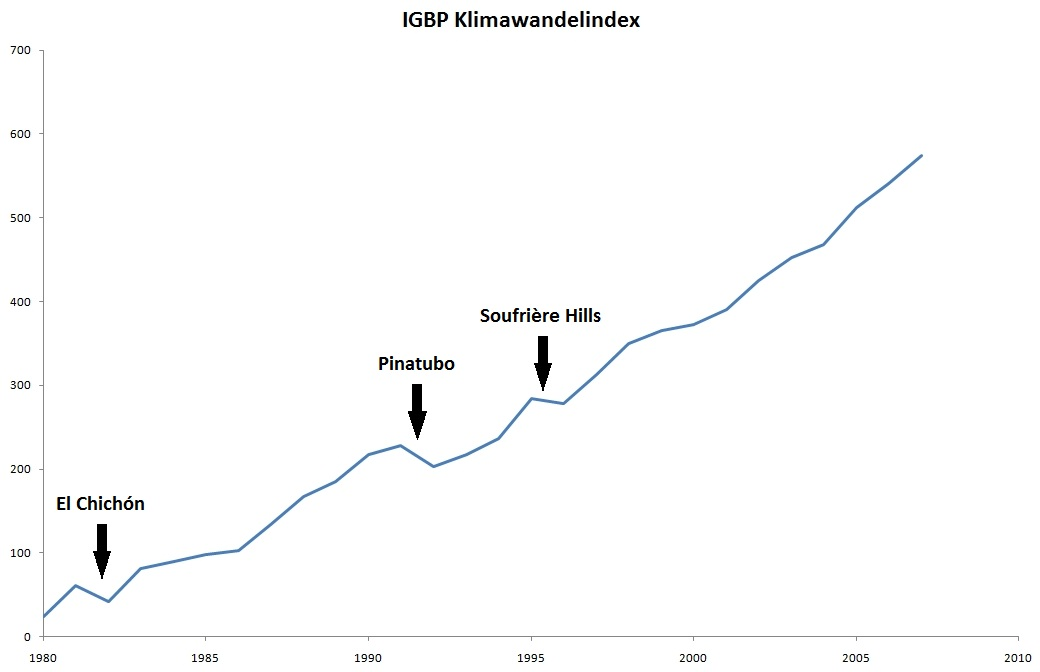
IGBP-Klimawandelindex

Die burning-embers-Grafik aus dem Bericht des IPCC von 2001 (zuletzt aktualisiert 2014), eine häufig im Zusammenhang mit dem 2-Grad-Ziel gezeigte Veranschaulichung der mit steigenden globalen Temperaturen zunehmenden Risiken

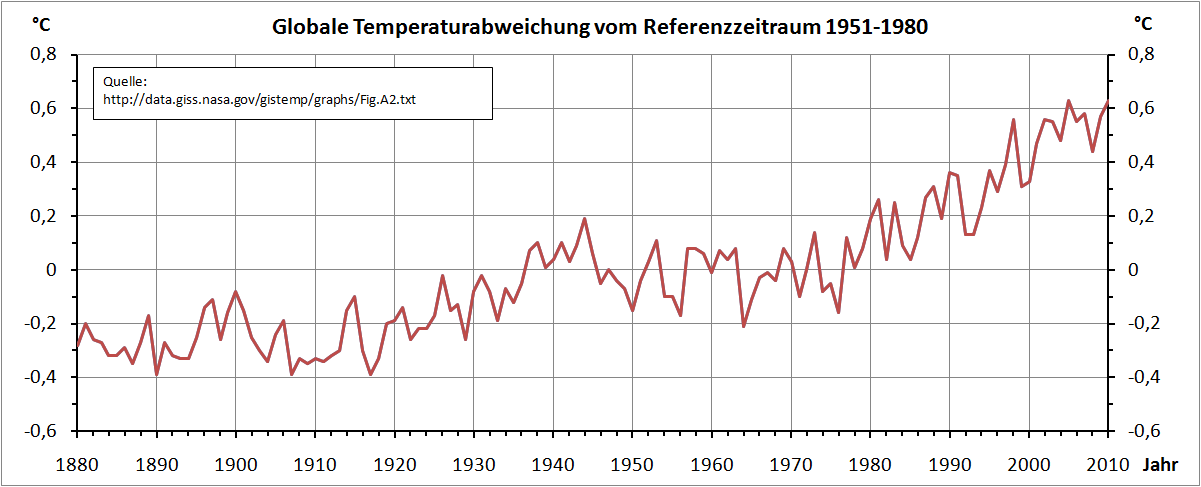
Globale Durchschnittstemperaturen seit 1880

Der Mensch hat nach gegenwärtigem wissenschaftlichen Verständnis den entscheidenden Anteil an der neuzeitlichen anthropogenen globalen Erwärmung, dem aktuellen Klimawandel: Nach dem 2013/14 erschienenen fünften Sachstandsbericht des IPCC ist es extrem wahrscheinlich, dass die in diesem Zeitraum beobachtete Erwärmung zu mehr als 50 % vom Menschen verursacht wurde. Nach der vorsichtigsten Schätzung ist der menschliche Einfluss auf die Erwärmung etwa gleich groß wie die komplette beobachtete Erwärmung während des Zeitraums zwischen 1951 und 2010. Dies wird von anderen Sachstandsberichten gestützt. So wird der menschliche Anteil an der beobachteten globalen Erwärmung 1951–2010 im „Fourth National Climate Assessment“ der USA auf 92–123 % beziffert, wobei Werte über 100 % dafür stehen, dass einer Abkühlung entgegengewirkt wurde. Natürliche Faktoren hatten in diesem Zeitraum nur einen geringen Einfluss auf die Klimaentwicklung. Die Klimapolitik des 21. Jahrhunderts hat tiefgreifende Auswirkungen auf das globale Klima, die Ökosysteme und die menschlichen Gesellschaften – nicht nur für dieses Jahrhundert, sondern für die nächsten Jahrtausende.
Die Ruddiman-Hypothese (von einem „frühen Anthropozän“) erklärt dabei bereits die vor 7000 bzw. 5000 Jahren beginnende leichte Zunahme der Kohlenstoffdioxid- und Methankonzentrationen in der Erdatmosphäre als durch die frühe Landwirtschaft von Menschen verursacht: Die höheren Treibhaus-Konzentrationen bewirkten demnach schon damals eine leichte Erderwärmung, welche den Eintritt des nächsten Eiszeitalters verhindert bzw. im Rahmen natürlicher Klimaveränderungen deutlich verzögert habe.
Der IGBP-Klimawandelindex fasst die Entwicklung der weltweiten Folgen des Klimawandels in eine (steil steigende) Kurve. Darin enthalten sind der Kohlenstoffdioxidgehalt der Erdatmosphäre, die mittlere Temperatur, die Höhe des Meeresspiegels und die Meereisbedeckung.
Die mögliche Kompensation der weltweit durch den aktuellen Klimawandel verursachten Schäden („Loss and Damage“) zeitigt eine seit Jahrzehnten andauernde, teils heftige internationale Diskussion: Z. B. der „Green Climate Fund“ soll einen Beitrag dazu leisten.
Das Auslösen globaler, möglicherweise abrupt eintretender Kippelemente („Tipping points“) kann unvorhersehbare und nicht mehr umkehrbare Folgen haben. Beim Überschreiten des von den Vereinten Nationen ausgegebenen Zwei-Grad-Ziels sind seriöse Vorhersagen über weitere Konsequenzen nicht mehr möglich.
Wesentliche, auch geologisch feststellbare Folgen des Klimawandels sind im Folgenden aufgeführt:

##### Abschmelzen der Polkappen

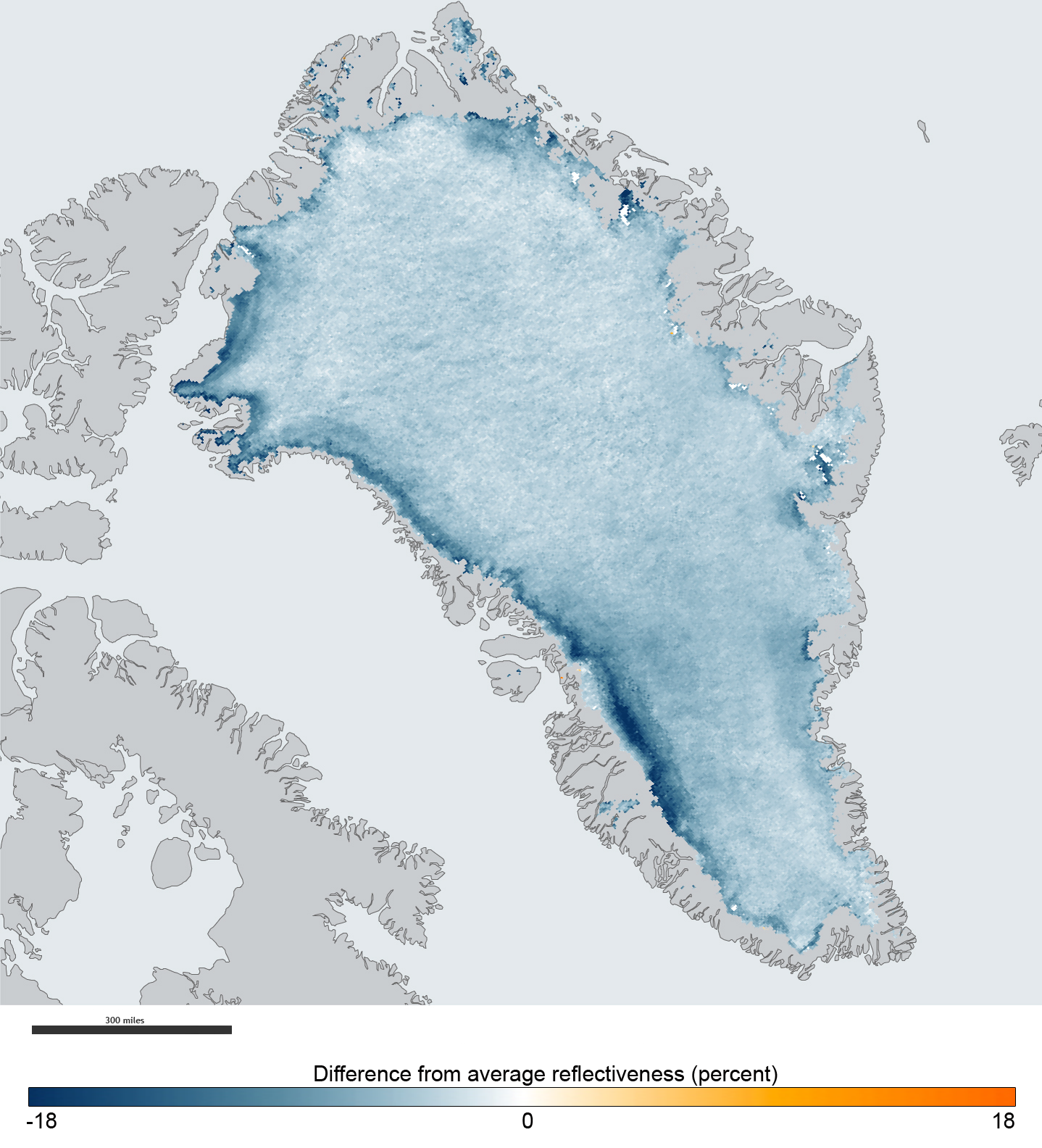
„Albedo-Veränderung in Grönland“ zeigt den Unterschied der reflektierten Strahlung des Jahres 2011 im Vergleich zum Mittelwert der Jahre 2000 bis 2006 (mithilfe des Satelliten MODIS aufgenommene Falschfarbendarstellung)

##### Rückgang von Permafrost

Zwischen 1993 und 2014 stieg der Meeresspiegel um 3,2 mm pro Jahr, 50 % mehr als im Durchschnitt des 20. Jahrhunderts gemessen

#### Weltmeere („Ozeane“)

##### Erwärmung der Ozeane
Neben der Luft haben sich unter der globalen menschengemachten Erwärmung auch die Ozeane erwärmt: Sie nahmen über 90 % der zusätzliche vorhandenen Wärmeenergie auf. Die Erwärmung der Ozeane mit der damit verbundenen Volumenausdehnung des Wassers ist mit maßgeblich für den globalen Anstieg der Meeresspiegel.
→ Abschnitt „Erwärmung der Ozeane“ unter „Globale Erwärmung“

##### Versauerung

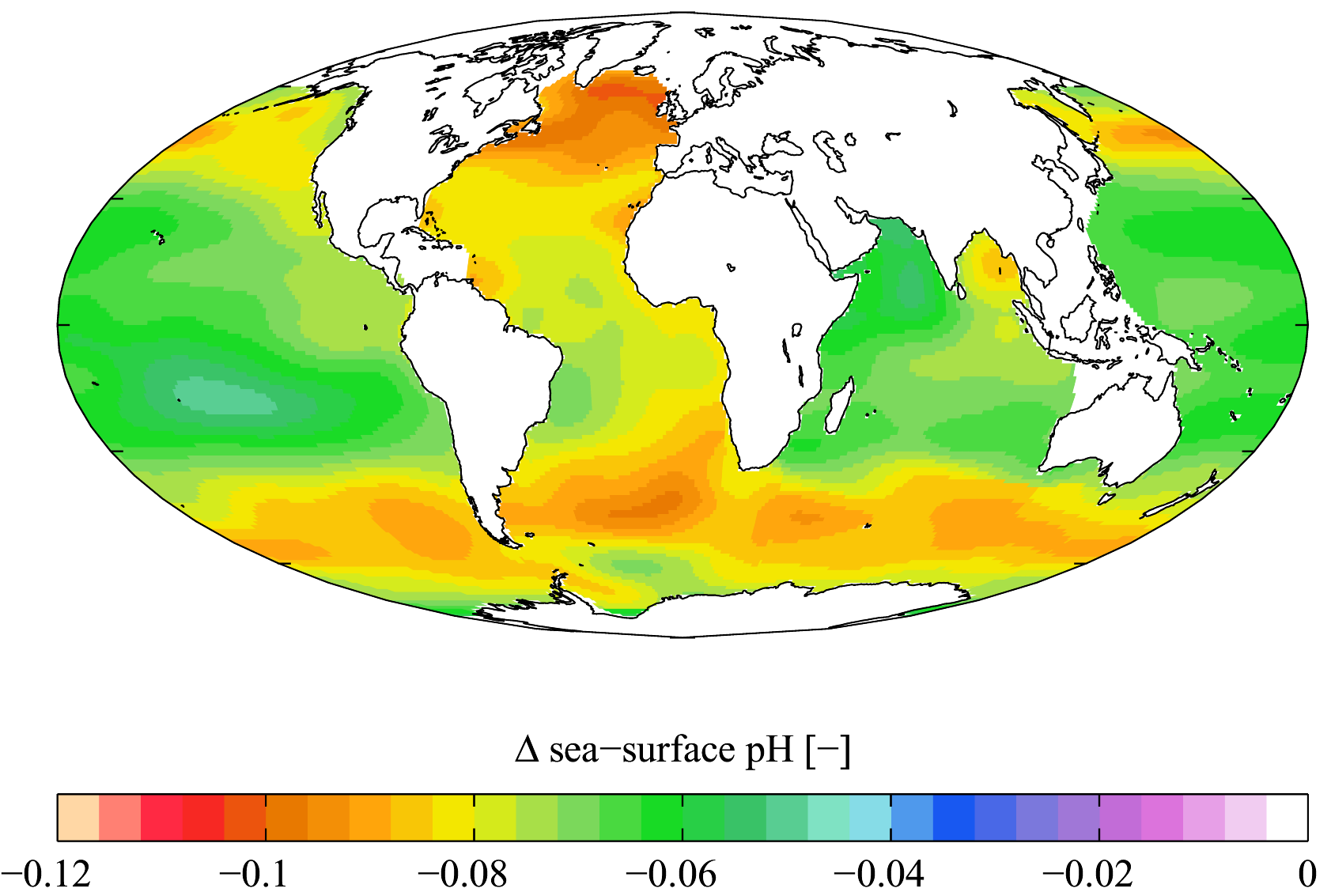
Geschätzte Verringerung des pH-Werts an der Meeresoberfläche durch anthropogenes Kohlenstoffdioxid in der Atmosphäre zwischen 1700 und den 1990er Jahren

Mit der Klimaerwärmung verbunden sind weitere Effekte wie eine Zunahme des CO2-Gehalts der Erdatmosphäre sowie die Versauerung der Meere.

##### Korallenbleiche

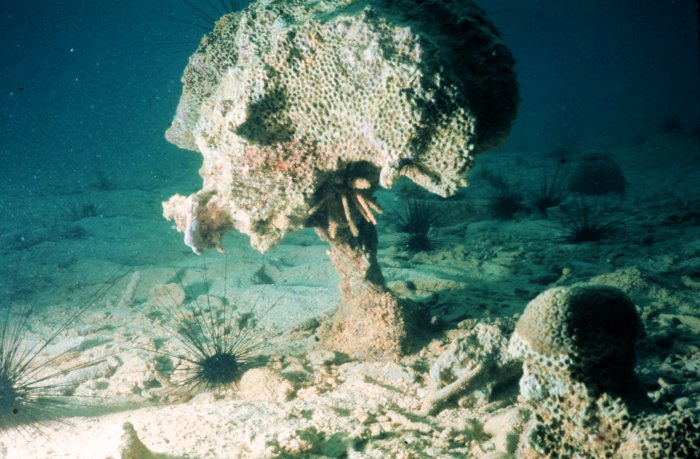
Totes Korallen-Kalkskelett

Die Erwärmung der Ozeane hat unter anderem eine massive Korallenbleiche an verschiedenen Korallenriffs zur Folge, z. B. am australischen Great Barrier Reef.

##### Veränderung des Sauerstoffgehalts
Seit 1960 hat der Sauerstoffgehalt der Meere weltweit laut Forschern um ca. 2 % abgenommen; verantwortlich dafür wird die Erwärmung der oberen Wasserschichten gemacht.

##### Veränderung von Meeresströmungen
Der zusätzliche Süßwassereintrag im Zuge der globalen Erwärmung in der Antarktis verändert die Dynamik der „Thermohalinen Zirkulation“; unter anderem mit dem sich verändernden globalen Windregime ist sie ein wesentlicher Faktor für die globalen Meeresströmungen.

### Übernutzung oder Verlust zur Verfügung stehender Ressourcen

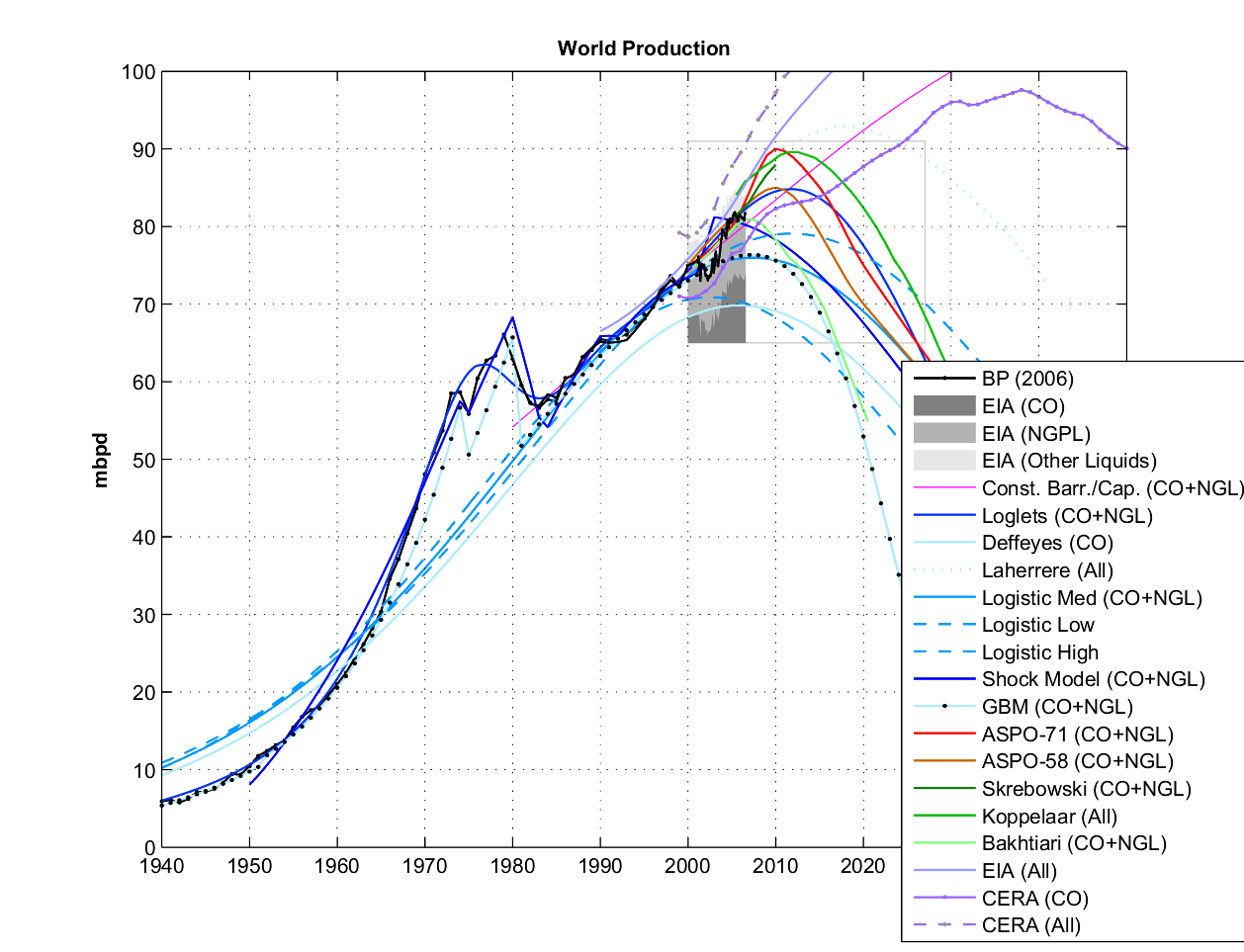
Summierter Verlauf und Hochrechnung der Weltproduktion von Erdöl nach Studien der ASPO, CERA sowie weiteren Forschern und Verbänden

Einen weiteren Hinweis auf unseren Einfluss auf den Heimatplaneten gibt der „Welterschöpfungstag“: Er gibt an, zu welchem Tag des Jahres die Menschheit hochgerechnet die ihr für dieses Jahr auf der Erde zur Verfügung stehenden Ressourcen verbraucht hat und ist damit ein Maßstab für die Nachhaltigkeit unseres Lebens. 2014 wurde er am 18. August, 2015 am 13., 2016 am 8. August erreicht. 1987 lag er noch auf dem 19. Dezember des Jahres.

#### Böden
Der grassierende globale Verlust, beispielsweise der landwirtschaftlich nutzbaren Böden wird unter anderem auf der jährlichen internationalen „Global Soil Week“ thematisiert. Dabei geht es um Themen wie um Bodendegradation, -erosion, -schutz oder -versauerung. Die weltweite Konkurrenz um verbleibende nutzbare und wertvolle Flächen treibt die Preise für Pacht und Kauf von Land in die Höhe, siehe „Landgrabbing“.

#### Peak Oil
Das englischsprachige „Peak Oil“ bezeichnet das (globale) „Ölfördermaximum“, den historischen Zeitpunkt der weltweit maximalen Förderrate von Erdöl.

#### Peak Phosphor

Weltweiter Phosphatabbau seit 1900

Peak Phosphor steht hier als Beispiel für die Endlichkeit des Abbaus und Verbrauchs von Metallen und „Nichtmetallen“, Mineralien und „seltenen Erden“ weltweit.

#### Peak Sand
Sand ist eine im Zuge der weltweiten Bautätigkeit (siehe Beton) sowie Landerhaltung (bei der Nordseeinsel Sylt) oder Landgewinnung wie in Dubai und Singapur übernutzte Ressource. Seine Gewinnung vom Meeresboden (Wüstensand ist wegen seiner fehlenden Rauheit nicht verwendbar) wird zur menschengemachten ökologischen Katastrophe. Die Strände weltweit sind zwischen 1986 und 2008 um 40 m schmaler geworden.

#### Überfischung
Die weltweite Überfischung der Ozeane ist ein drängendes Problem. Im Weltjahresbericht 2012 fordert die Welternährungsorganisation der UNO (Food and Agriculture Organization of the United Nations/FAO) eine nachhaltigere Fischereipolitik: Nahezu 30 % der Fischbestände weltweit seien überfischt, ungefähr 60 % an der Ausbeutungsgrenze.

2022 wurden zum ersten Mal mehr Fische und Meerestiere in Aquakulturen gezüchtet, als wild gefangen.

### Umgestaltung großer Landflächen
- Insbesondere für die Landwirtschaft wurden und werden Naturflächen in „Kulturflächen“ umgewandelt und dadurch deren Erscheinungsbild verändert. Dies geschieht zum Beispiel durch großflächige Waldrodungen, Trockenlegungen von Feuchtgebieten wie Sümpfen und Mooren, künstliche Be- und Entwässerung sowie Landgewinnung. Durch das Anlegen von Feldern, Weiden und Plantagen wird diese Kulturlandschaft weiter modifiziert.[59]
- Bergbau, insbesondere Tagebau stellt einen massiven Eingriff in den obersten Teil der Lithosphäre dar: Es werden riesige Bodenvolumina bewegt, Vertiefungen (Gruben, Krater, Bergsenkungen) und Erhebungen (Abraumhalden) geformt sowie neue Gewässer (Baggerseen) geschaffen.
- Durch die Technosphäre, menschengemachte Strukturen wie Verkehrswege und Bauwerke sowie durch Bodenversiegelung wird das Erscheinungsbild des Planeten nachhaltig geprägt.[60][61]

### Landverlust und Gebäudekollaps durch Küstenerosion
Die – infolge der menschengemachten globalen Erwärmung – steigenden Meeresspiegel und zunehmenden Extremwetter beschleunigen auch die Küstenerosion. Dies hat einen Landverlust zur Folge und bedroht neben den eigentlichen Küstenlinien viele Küstenstädten und Häfen weltweit. In einer Studie, 2025 veröffentlicht in der Zeitschrift Earth’s Future, wird erläutert, dass der steigende Meeresspiegel den Grundwasserspiegel in den Küstengebieten erhöht. Auch salzhaltiges Wasser erreicht so die Fundamente von küstennah errichteten Bauwerken, führt verstärkt zu deren Korrosion und erhöht das Risiko des Einsturzes von Bauwerken. Die Studie, geleitet vom Bereich Landschaftsarchitektur und Transformation an der  Technischen Universität München in Kooperation mit der University of Southern California sagt voraus, dass in der Hafenstadt Alexandria im Jahr 2025 mehr als 7000 Gebäude aufgrund dieser Grundwasserveränderungen vom Einsturz bedroht sein werden.

### Umweltverschmutzung

#### Lichtverschmutzung
Die Lichtverschmutzung als Teil der allgemeinen Umweltverschmutzung betrifft durchschnittlich ca. 80 % der Weltbevölkerung, in Europa und den USA sogar 99 % und hat Folgen für Pflanzen- und Tierwelt. Italienische Wissenschaftler von der Universität Padua haben 2001 zusammen mit dem amerikanischen National Geophysical Data Center (NOAA) einen Weltatlas der Lichtverschmutzung erstellt; eine Neuauflage erschien Mitte 2016.

#### Luftverschmutzung

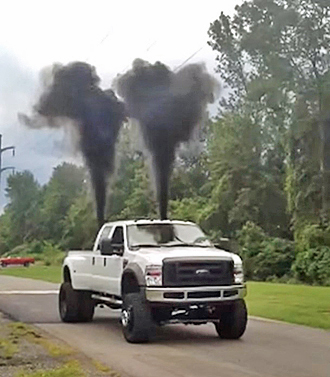
Absichtliche anthropogene Luftverschmutzung: Pick-up beim Rolling Coal, „Rollende Kohle“

In Ländern der Dritten Welt, in Russland, in der Volksrepublik China und anderen Schwellenländern ist die Luftverschmutzung besonders hoch. Etwa 90 % des Ertragsrückgangs beim Weizen in Indien ist auf die direkte Wirkung kurzlebiger Schadstoffe wie Ruß und Ozon zurückzuführen, der Rest auf deren Beitrag zur Erwärmung.

Globale Kohlenstoffemissionen aus fossilen Quellen zwischen 1800 und 2007

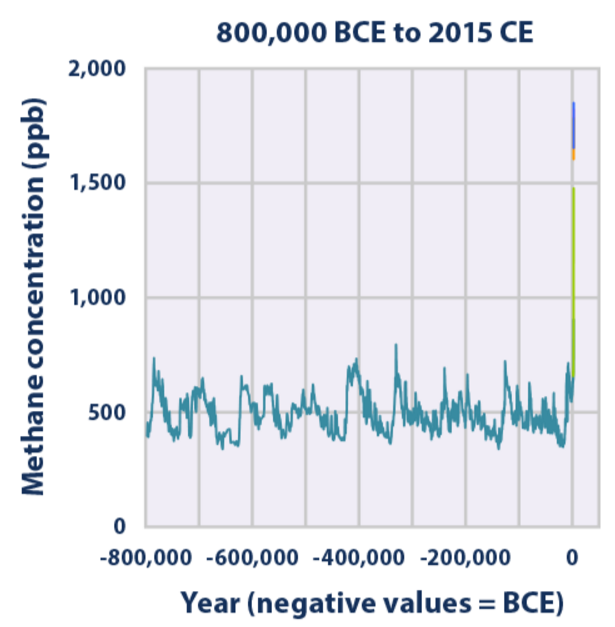
Methan-Konzentration in der Erdatmosphäre seit 800.000 vor unserer Zeit

Beim Einsatz von (ursprünglich als umweltfreundlich angesehenen) Kühlmitteln wie den Fluorchlorkohlenwasserstoffen (FCKW) oder Fluorkohlenwasserstoffen (FKW) entweichen Teile in die Erdatmosphäre, steigen auf und zerstören Teile der stratosphärischen Ozonschicht: Insbesondere über der Antarktis entsteht jährlich ein Ozonloch.
Treibhausgase menschlichen Ursprungs tragen zum Treibhauseffekt bei:
- Die gemessene Konzentration z. B. des Kohlenstoffdioxids in der Erdatmosphäre überstieg im März 2015 auf globaler Ebene erstmals die Grenze von 400 parts per million (ppm, Teilchen pro Million).[67][68]

- Methan trägt 25-mal stärker als CO2[69] und mit rund 20 % zum anthropogenen Treibhauseffekt bei (siehe Treibhauspotential). Dabei ist weit mehr Methan in der Erdatmosphäre als jemals während der letzten 650.000 Jahre;[70] die Methan-Konzentration stieg zwischen 2000 und 2006 jährlich um etwa 0,5 Teilchen pro Milliarde, seit da mit einer mehr als zehnfach höheren Rate.[71] Der rasante Anstieg in den letzten Jahren könnte mit der Förderung von Schiefergas durch Hydraulic Fracturing zusammenhängen.[72]

- Das Treibhauspotential von „Lachgas“ (Distickstoffmonoxid, N2O) ist 298-mal größer als das von CO2.

„Keeling-Kurve“ des Kohlenstoffdioxids in der Erdatmosphäre (Messstation Mauna Loa)
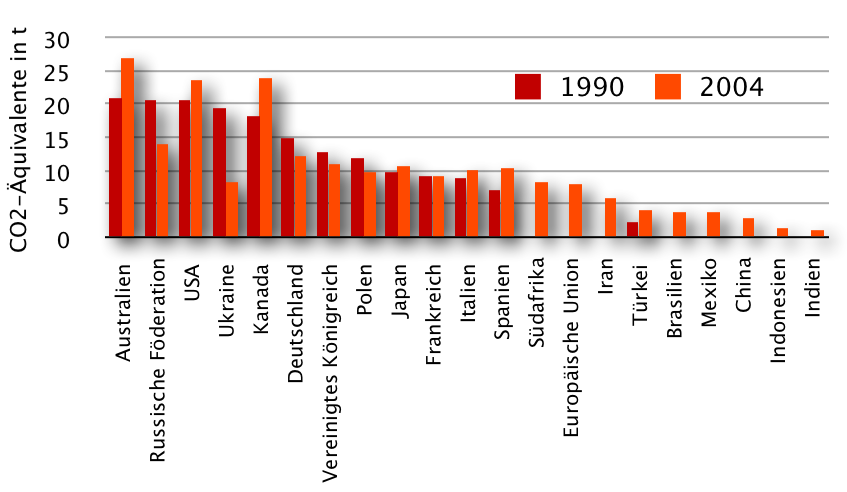
CO2-Äquivalent-Emissionen pro Person in den wichtigsten Emissionsländern 1990–2004 (2007)
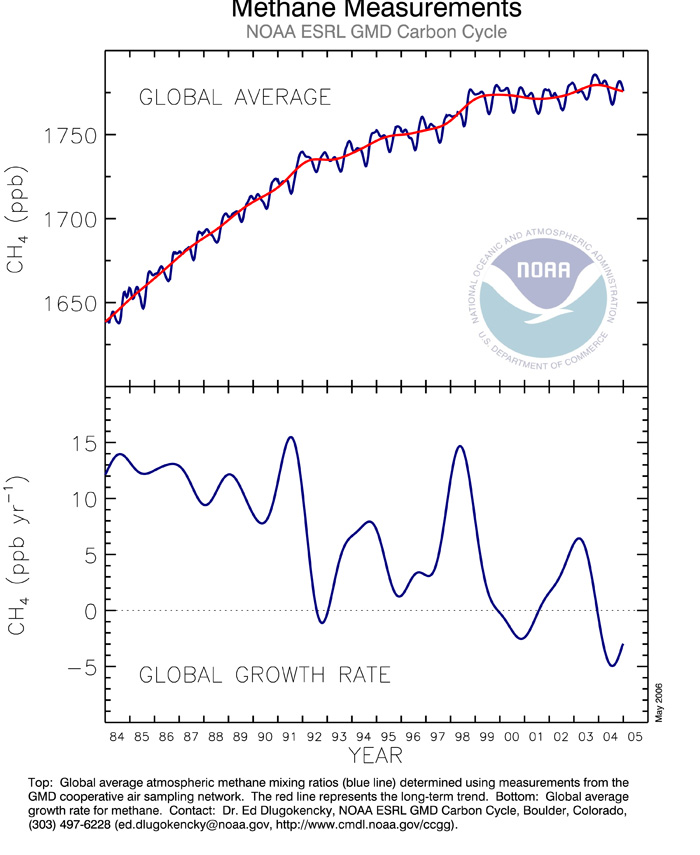
Globale Zunahme der Methan-Konzentration in der Erdatmosphäre 1984–2005 (NOAA, 2006)
Globale Methanquellen und -senken (2016, Global Carbon Project)
Lachgaskonzentration in der Erdatmosphäre seit dem Jahr 0 (Eisbohrkern-Analysen, Messungen an Kap Grim (Australien), NOAA, März 2017)

#### Radioaktiver Staub
Der radioaktive Niederschlag von Kernwaffentests in der Atmosphäre seit Juli 1945 und verstärkt bis in die 1960er Jahre ist ein untrügliches Zeichen für die Veränderung der Erde durch den Menschen: In allen Proben, die seitdem weltweit aus der Biosphäre gezogen werden, lassen sich Radionuklide nachweisen, die nie zuvor auf der Erde existiert hatten.

#### Eintrag von Kunststoffen

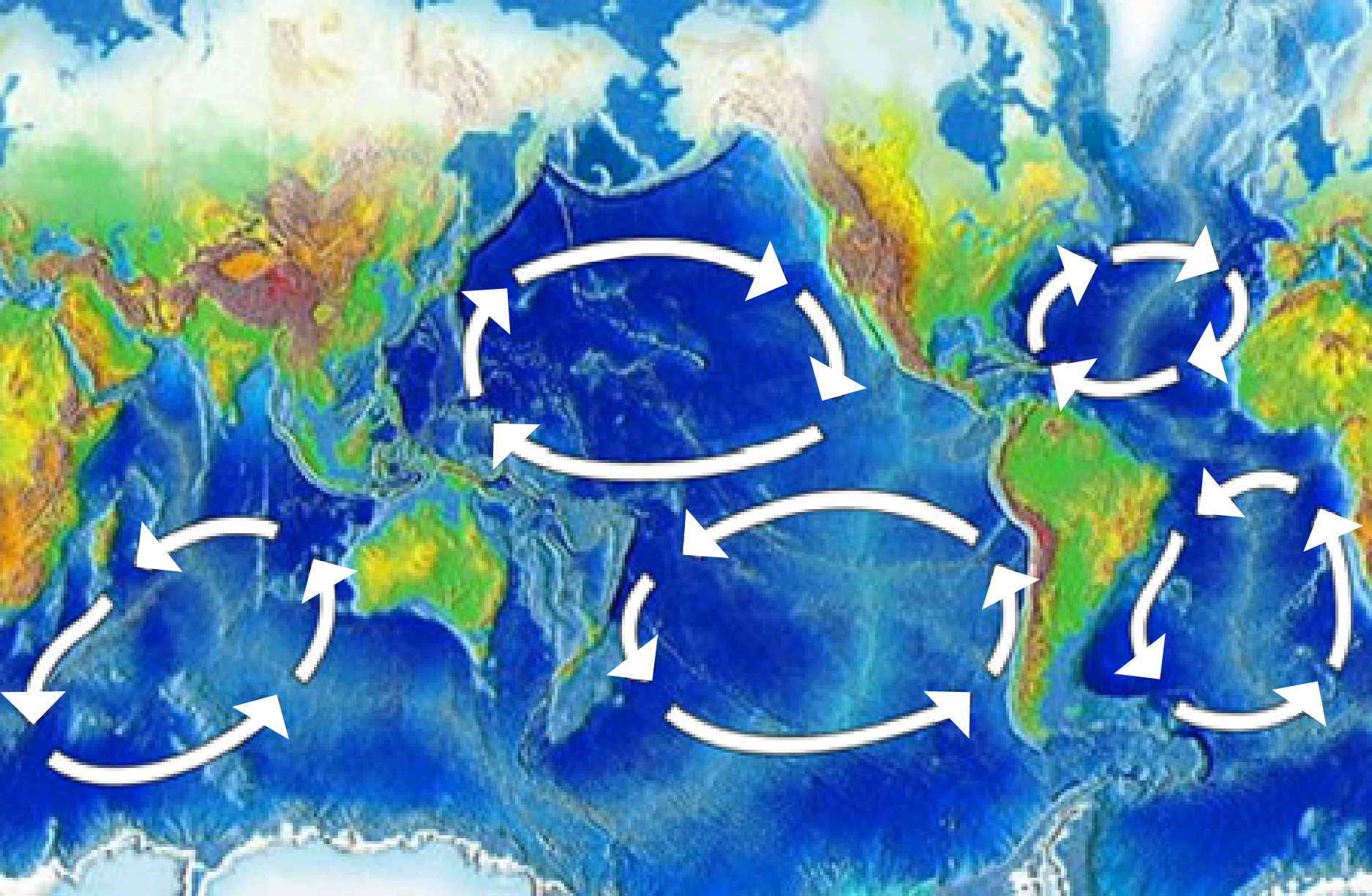
Die fünf größten zirkulierenden Meeresdriftströme der Erde

Kunststoffteile und deren Zersetzungsprodukte sammeln sich insbesondere in den großen Strömungswirbeln der Weltmeere. In manchen Meeresregionen schwimmen sie dicht an dicht auf der Wasseroberfläche. Dem Nordpazifikwirbel (engl. North Pacific Gyre) hat dieses Phänomen den Beinamen Great Pacific Garbage Patch ‚Großer Pazifikmüllfleck‘ eingebracht. An der Oberfläche der teilweise auf Nano-Größe zerkleinerten Stücke reichern sich zahlreiche Umweltgifte an. Inzwischen ist in Organismen, die sich ausschließlich in Tiefseegräben aufhalten, Mikroplastik gefunden worden.
Das Plastiglomerat, ein Verbund aus Kunststoff, Sedimentkörnern und organischen Stoffen, kann als Markerhorizont herangenommen werden, um das Anthropozän in einer Sedimentschicht zu bestimmen. Das Vorhandensein des Kunststoffs innerhalb des Gesteins kann als eindeutiger Hinweis auf die Einflussnahme der Menschen betrachtet werden. Sowohl an Land auch als im Wasser konnte es nachgewiesen werden.

## Kritik

### Sozialwissenschaftliche Unschärfe
In der geisteswissenschaftlichen Literatur ist das Konzept auf Kritik gestoßen. Das Anthropozän würde die Rolle des Menschen als aus der Natur herausgehobener Art betonen und gerade keine Alternative zur ungehemmten Umgestaltung der Erde durch den Menschen vermitteln. Im Gegenteil würden die bisherigen Eingriffe des Menschen in Naturkreisläufe zum Anlass oder als Rechtfertigung gebraucht, um – diesmal mit dem Anspruch der Reparatur – erneut, gezielt und mit größeren Zielen ökologische Steuerungsmechanismen zu beeinflussen. Vorschläge des Geoengineerings würden den Menschen endgültig zum Herrscher der Erde machen, auch wenn sie unter dem Aspekt der Verantwortung für frühere Eingriffe und die weitere Entwicklung kommuniziert würden. Stattdessen wäre eine (Re-)Integration des Menschen in die natürliche Umwelt erforderlich, die gerade nicht mit einer herausgehobenen Stellung vereinbar sei.
In seiner Kritik an der Idee des Anthropozäns weist Jürgen Manemann darauf hin, dass dieses Konzept in einem Zivilisationsmodell gründe, das vom Machbarkeits- und Perfektibilitätswahn geprägt sei. Dies zeige sich nicht zuletzt an der inneren Dimension der Idee des Anthropozäns, die auf einen Trans- oder Posthumanismus ziele. Statt mehr Technik und mehr Wissen sei es nötig einen Kulturwandel einzuleiten. Dazu müsste die Zivilgesellschaft in eine Kulturgesellschaft transformiert werden. Das Gegenkonzept zur Idee des Anthropozäns sei eine neue Humanökologie, die Wege zur kulturellen Erneuerung der Menschen aufweise und gleichzeitig daran mitwirke, kreativ neue Strukturen zu entwickeln, die helfen, Grundfähigkeiten zu entwickeln, die es Menschen ermöglichen, angesichts der Klimakatastrophe ein humanes Leben zu führen.
Ebenfalls wurde kritisiert, dass das Konzept des Anthropozäns zur Essentialisierung der Menschheit neige. Technische Neuerungen, mit denen vermehrt in die Natur eingegriffen werden konnte, wie beispielsweise die Dampfmaschine, Automobile oder die Fliegerei waren nicht das Produkt demokratischer Entscheidungsprozesse der gesamten Menschheit, sondern wurden in aller Regel durch die Investitionen reicher weißer Männer im globalen Norden oder durch ebenfalls dort ansässige Regierungen angestoßen. Folglich könnten bestimmte Menschen mit höheren Machtressourcen den Fortgang der Menschheitsgeschichte eher bestimmen als andere. Damit seien es primär die Spuren von Extraktivismus und vornehmlich westlicher, imperialer Lebensweise, die im Sinne des Anthropozäns nachvollziehbare Spuren hinterlassen hätten, nicht aber die entrechteter Bevölkerungsgruppen.
So ist auch der unmittelbare Einfluss einzelner Menschen auf die Umwelt sehr unterschiedlich. Je nachdem wo Menschen geboren werden, kann sich ihr Treibhausgasausstoß um den Faktor 1.000 oder mehr unterscheiden, weil in verschiedenen Ländern der Erde verschiedene Konsummuster praktiziert werden. Die Frage ist, wie schlüssig der Begriff „Anthropozän“ angesichts dieser gravierenden Unterschiede zwischen einzelnen Menschen noch ist.

### Tauglichkeit als erdwissenschaftlicher Begriff
Kritik innerhalb der Erdwissenschaften wird daran festgemacht, dass das Anthropozän keinen global definierbaren Beginn habe, wie es für eine Periodisierung erforderlich ist. Auf verschiedenen Kontinenten hat der Mensch zu unterschiedlichen Zeitpunkten massiv in den Naturhaushalt eingegriffen. In Amerika oder Australien seien Merkmale später aufgetreten als im Nahen Osten oder Südeuropa. Andererseits hätten die Eingriffe des Menschen seit dem Ende der letzten Eiszeit graduell zugenommen, eine scharf umrissene Grenze gebe es nicht. Die dieser Bewertung entsprechende Epoche ist schon anerkannt, nämlich als das Holozän, von dem das Anthropozän abgegrenzt werden solle.
Nicht zuletzt wurde Kritik daran erhoben, dass die Menschheit der Industriegesellschaften sich selbst als geologische Epoche definiert, obwohl die Dauerhaftigkeit der menschlichen Einflüsse auf die Erde oder auch die Anwendbarkeit des Begriffs Mensch (Anthropo-) auf künftige, genetisch optimierte und durch Technologie unterstützte Wesen keineswegs gesichert ist.
Die Deutsche Stratigraphische Kommission schreibt dazu:

„Zum einen geht es darum, ein Anthropozän wie alle anderen Stratigraphischen Einheiten formal mit einem GSSP und Golden Spike zu etablieren. Die DSK hält das für wenig sinnvoll, auch wenn mit dem Eingang in die Lehrbücher die Einheit wesentlich populärer werden könnte. Als informeller Begriff ist sie schon jetzt in aller Munde, so dass die Working Group [of the ‚Anthropocene‘ der Subcommission on Quaternary Stratigraphy der ISC] mit ihrem Vorhaben vermutlich auch von dieser öffentlichen Wirkung angetrieben wird. Man muss aber aufpassen, dass wissenschaftliche Konzepte nicht mit politischen Weltanschauungen vermischt werden. Vielleicht ist es also besser, das Anthropozän auf dem Feld der Geoethik zu platzieren, und nicht auf Stratigraphischen Tabellen.“

## Rezeption

### Ausstellungen
- 2011, Katholische Akademie der Erzdiözese Freiburg, Betty Beier: Anthropozän[86]
- 2014/2016, Deutsches Museum, München mit Haus der Kulturen der Welt, Berlin und Rachel Carson Center for Environment and Society, Ludwig-Maximilians-Universität München: Willkommen im Anthropozän. Unsere Verantwortung für die Zukunft der Erde[87]
- Februar/September 2016, Centre Pompidou-Metz: Sublim. Das Schaudern der Welt[88][89]
- 13. Oktober 2021 bis 19. Juni 2022, Naturkundemuseum Stuttgart (Schloss Rosenstein), Große Landesausstellung Baden-Württemberg 2021: „Anthropozän – Zeitalter? Zeitenwende? Zukunft?“[90]

### Bildung
- Weltdekade der Vereinten Nationen 2005 bis 2014 – Bildung für nachhaltige Entwicklung, Reinhold Leinfelder: Alles hängt mit allem zusammen – Herausforderungen und Chancen für Bildung für nachhaltige Entwicklung im Anthropozän[91][92]

### Kunst
- Die Epoche des Menschen (Anthropocene: The Human Epoch), 2018, Regie: Jennifer Baichwal, Nicholas De Pencier[93]
- Das Anthropozän-Projekt – Kulturelle Grundlagenforschung mit den Mitteln der Kunst und der Wissenschaft, Haus der Kulturen der Welt, Berlin[94] – mit Anthropozän-Observatorium[95]
- The Whole Earth – Kalifornien und das Verschwinden des Außen,[96] siehe auch Whole Earth Catalog
- Werner Cee, 2012: The Anthropocene. An Audiovisual Tryptych.[97][98]
- 2016, Kommunales Kino Freiburg: 48 h Waste Land[99][100]

### Philosophie
- Luciano Floridi rezipiert den Begriff im 9. Kapitel seines Buches The 4. Revolution (2014) unter der Überschrift Die Kosten und Risiken des Anthropozäns
- Von der Veränderung des Begriffs vom Menschen im Anthropozän handelt der von Hannes Bajohr herausgegebene Sammelband Der Anthropos im Anthropozän (2020).
- Jörg Noller diskutiert in seinem Buch Ethik des Anthropozäns (2023) die normative und handlungstheoretische Dimension des Anthropozäns.

### Wissenschaften
- Reinhold Leinfelder, deutscher Paläontologe und Geobiologe, von November 2008 bis Februar 2013 Mitglied im Wissenschaftlichen Beirat der Bundesregierung Globale Umweltveränderungen (WBGU), dort einer der Hauptautoren dessen Hauptgutachtens 2011 Welt im Wandel – Gesellschaftsvertrag für eine Große Transformation,[101] seit 2012 Mitglied der Anthropocene Working Group der International Commission on Stratigraphy äußert in einem „Interview zum Anthropozän“ mit der Stuttgarter Zeitung im Februar 2017, man müsse die Welt wie eine Stiftung behandeln.[102]
- Der Hamburger Professor und Dekan des Fachbereichs Technik an der Hamburger Fern-Hochschule Ronald Deckert versteht das Anthropozän als Handlungsaufforderung für „Gesellschaft, Organisation inklusive Unternehmen und Person“, aktiv an einer nachhaltigeren Zukunft mitzuwirken.[103]
- Spektrum der Wissenschaft kompakt 6. Juni 2016: Anthropozän. Ein Erdzeitalter für die Menschheit? Spektrum der Wissenschaft Verlagsgesellschaft mbH, Heidelberg
- Jürgen Renn, September 2022: Die Evolution des Wissens. Eine Neubestimmung der Wissenschaft für das Anthropozän. Suhrkamp Verlag Berlin, ISBN 978-3-518-58786-7

## Video-on-Demand
- zdf.de: Anthropozän – Das Zeitalter des Menschen, dreiteilige Dokumentationsreihe mit Dirk Steffens (Terra X, 2020)
- Jean-Robert Viallet, youtube.com: Die Erdzerstörer: Sind wir Menschen die Bösen? (arte-Doku, 2019)[105]
- Das Kapitalozän – Erdzeitalter des Geldes, Vortrag von Harald Lesch vom 2. Dezember 2018 aus dem Audimax der TU Ilmenau im YouTube-Kanal von iSTUFF
- Cédric Defert: Anthropozän - Der Beginn eines neuen Zeitalters?, Dokumentation über die internationale Forschungsinitiative zur Definition des Anthropozäns (Arte-Doku, 2024)